# Busdorf
Busdorf (in danese Bustrup) è un comune di 2 074 abitanti dello Schleswig-Holstein, in Germania.
Appartiene al circondario (Kreis) di Schleswig-Flensburgo (targa SL) ed è parte della comunità amministrativa (Amt) di Haddeby.